# Уршель (станция)
Уршель — станция ведомственной железной дороги Черусти — Уршель.

## Общее о станции
Находится в рабочем посёлке Уршель. 
Станция является конечной для всех поездов. В сутки ходит примерно 2-4 пары грузовых поездов до Черустей. Ранее было пассажирское движение, до 1990-х годов 5 пар поездов в день Уршель — Черусти, позднее сокращено до двух пар по пятницам и выходным, а в 2007 году отменено полностью.

## Платформы
Станция имеет 1 платформу: боковая, низкая. Вокзал заброшен, платформа не используется. Есть локомотивное депо, в здании которого работает также дежурный по станции.

## Путевое развитие станции
Есть 3 главных пути и множество тупиковых путей на территорию Уршельского стекольного завода.

## Вокзал
Вокзал станции представляет двухэтажное кирпичное здание. Заброшен.